# Carl Conran
Carl Conran es un deportista australiano que compitió en judo. Ganó una medalla de oro en el Campeonato de Oceanía de Judo de 1988, en la categoría de –60 kg.

## Palmarés internacional
| Campeonato de Oceanía | Campeonato de Oceanía | Campeonato de Oceanía | Campeonato de Oceanía |
| Año                   | Lugar                 | Medalla               | Categoría             |
| --------------------- | --------------------- | --------------------- | --------------------- |
| 1988                  | Sídney (Australia)    | Medalla de oro        | –60 kg                |